# Centurionen-Kegel
Der Centurionen-Kegel (Conasprella centurio, ursprüngliche Kombination Conus centurio) ist eine Schnecke aus der Familie der Kegelschnecken (Gattung Conasprella), die im westlichen Atlantischen Ozean und im Karibischen Meer verbreitet ist und sich unter anderem von Schnecken und Eichelwürmern ernährt.

## Merkmale
Conasprella centurio trägt ein mäßig großes Schneckenhaus, das bei ausgewachsenen Schnecken etwa 5 bis 7 cm Länge erreicht. Der glatte Körperumgang ist stumpf kegelförmig, der Umriss gerade und an der deutlich verschmälerten Basis konkav. Die Schulter ist gewinkelt. Das Gewinde ist mittelhoch und stumpfwinklig, bisweilen mit einem zugespitzten Apex, und hat 12 bis 13 voneinander abgesetzte, konkave Umgänge. Der Körperumgang ist an der Basis mit schiefen Streifen skulpturiert. Die Gehäusemündung ist gleichmäßig breit und hat einen scharfen, oben tief ausgeschnitten Saum.
Die Grundfarbe des Gehäuses ist weiß mit quer verlaufenden rotbraunen Zickzacklinien, die sich in der Mitte des Körperumgangs und mehr zur Basis hin zu zwei Banden vereinen. Die Flächen dazwischen wie auch je eine Bande bei der Schulter und an der Basis sind matt orange gefärbt, so dass insgesamt vier Banden zu sehen sind. An der Basis verlaufen zwischen den schiefen Streifen Reihen rotbrauner quadratischer Flecken. Das Gewinde ist weiß mit gelbbraunen Flecken, die Basis bläulich und das Innere der Mündung blassrosa.

## Verbreitung und Lebensraum
Conasprella centurio ist im westlichen Atlantischen Ozean und im Karibischen Meer am Kontinentalschelf des nördlichen Südamerikas von Kolumbien bis nach Brasilien sowie an den Kleinen Antillen, namentlich Monos, Trinidad, St. Vincent und Barbados verbreitet. Er lebt in Meerestiefen von 2 bis 175 m auf kalkigem Kies und schlammigem Untergrund, oft in Verbindung mit Rotalgen.

## Ernährung
Conasprella centurio hat im Vergleich zu anderen Vertretern seiner Gattung offenbar ein breiteres Beutespektrum, das auch Schnecken umfasst. Er wurde beim Verzehren von Eischnecken (Cyphoma intermedium) beobachtet, und in seinem Darm wurden Reste von Randschnecken (Marginella sp.) und Eichelwürmern gefunden. Die Beute wird mit einem Radulazahn gestochen, mithilfe von Gift aus der Giftdrüse immobilisiert und als Ganzes verschluckt.

## Fressfeinde
Als Fressfeinde von Conus centurio wurden unter anderem Krabben (Calappa sp.) und Seesterne beobachtet.